# 高橋佳代子
高橋 佳代子（たかはし かよこ、1952年2月7日 - ）は、日本のフリーアナウンサー。テレビ岩手アナウンサーを経て、日本テレビ『午後は○○おもいッきりテレビ』ではアシスタント司会を務めていた。

## 人物
テレビ岩手在籍当時は『ズームイン!!朝!』でレポーターを務め、司会の徳光和夫から「佳代子姫」のニックネームで呼ばれ人気を博す。みのもんたからは「佳代ちゃん」と呼ばれていた。その他、「高橋さん」「佳代子さん」とも呼ばれていた。
｢おもいッきりテレビ｣は2007年9月28日で終了し、10月1日から『おもいッきりイイ!!テレビ』にリニューアルされるのに伴い、高橋は降板した。
｢おもいッきりテレビ｣終了後は、地元である岩手や東北地区のローカル番組でレギュラーを持った。現在は岩手でのフリーアナウンサーとしての活動が主であり、｢盛岡文士劇｣にも毎年出演している。全国放送にも時折出演することがある。1991年に高橋佳代子の自宅から、みのもんたが朝帰りしたところを写真週刊誌に撮影された。

## 来歴
- 1952年2月7日：岩手県盛岡市出身。
- 1970年：盛岡白百合学園高等学校卒。
- 1972年：日本基督教短期大学英文科卒。
- 1973年：テレビ岩手入社。1980年退社してフリーランスとなる。（｢ズームイン!!朝!｣出演は継続）
- 1988年4月：｢午後は○○おもいッきりテレビ｣2代目アシスタントに抜擢、以後は東京で活動。
- 2007年9月28日：｢午後は○○おもいッきりテレビ｣終了と同時に同枠から降板、以後はほとんどの活動拠点を地元の岩手に戻す。

## 出演

### テレビ
情報番組（フリー転身後も含めて）
| 期間         | 期間          | 番組名                                   | 役職                                                                               |
| ------------ | ------------- | ---------------------------------------- | ---------------------------------------------------------------------------------- |
| 1979年3月5日 | 1988年4月1日  | ズームイン!!朝!（テレビ岩手）            | 中継キャスター ※同局アナウンサー時代から出演、番組担当期間の大半はフリーとして出演 |
| 1988年4月4日 | 2007年9月28日 | 午後は○○おもいッきりテレビ（日本テレビ） | アシスタント                                                                       |
| 2008年4月    | 2009年3月     | るくなす（東日本放送ほか）               | 準レギュラー出演                                                                   |
| 2008年       | 2022年9月22日 | 5きげんテレビ（テレビ岩手）              | コーナーでのスタジオおよびVTR出演                                                  |

その他
- ザ・ナビゲーター6（テレビ岩手、隔月放送、2008年 - ）
- 佳代ちゃんの人生のびのび体操（テレビ岩手、30分番組、土曜午前中などに放送、2010年）

#### ゲスト出演
- 旅の香り（テレビ朝日）2008年1月27日放送[1]

肩書きは「元『おもいッきりテレビ』アシスタント」
- 秘密のケンミンSHOW「辞令は突然に」（岩手編）（2013年6月20日放送）[1]

### ラジオ
- 高橋佳代子のハートフルいわて（エフエム岩手、毎月第2・第4日曜9:00 - 9:30、2008年4月 - 2024年3月）

### CM
- 岩手優良石材店（岩優石）（岩手県）
- 回進堂（岩手県）
- 上北農産加工（青森県）
- アデランス 「イヴファインクイック」[2]

### ドラマ
- みのもんたの人生相談デカ 〜おもいッきりテレビ殺人事件〜
- 現代に甦った闇の死置人 あなたの怨み晴らします

### 舞台
- 盛岡文士劇（2008年 - ）

## エピソード・その他
- もともと東京に進出する予定はなく、フリー転身後も地元・岩手県に骨を埋めるつもりだった。｢ズームイン!!朝!｣初代総監督の齋藤太朗から才能を評価され、たびたび東京進出のオファーを受けていたが、固辞し続けていた。泰葉の後任として『おもいッきりテレビ』アシスタントの依頼を受けた時も半年の出稼ぎのつもりで受諾したという。齋藤によれば「女性の敵は女性」という定説があった中で、高橋が女性に好かれるタイプのタレントであったことが『おもいッきりテレビ』の視聴ターゲットであった主婦層の支持につながったと述懐している。
- ｢おもいッきりテレビ｣担当時は他番組のレギュラーを持たず、期首特番や他バラエティなども番組代表として出演することが多かった。
- ｢おもいッきりテレビ｣放送終了後、2007年12月16日、日本テレビで14:00から15:30まで放送された『日本全国お取り寄せお歳暮スペシャル』で2か月半ぶりにテレビ出演。その後は出身地である東北ローカルの番組（下記「外部リンク」参照）に準レギュラーとして出演している。
- 2008年1月27日、テレビ朝日『旅の香り』に出演（日本テレビ系列以外の番組初出演）。
- 2008年から2009年にかけて、アデランスの女性用ウィッグのCMに出演。
- 2009年3月5日、｢ズームイン!!SUPER｣の天気リレーでテレビ岩手の後任のキャスター達とともに出演[注釈 1]。その後2023年8月27日『24時間テレビ「愛は地球を救う」46』内で放送された「復活ズームイン」のお天気リレーでテレビ岩手担当として出演。1980年に起こった音声トラブルの映像と併せて紹介された。
- 2025年3月1日にかつて平日5日間共演した、みのもんたが逝去。しかしながら特段、みのについて追悼としてのメディアへの出演や文面でのコメントは一切行われておらず、その日に追悼のニュース内で場面ごとに再放送されたおもいっきりの映像（ZIPやミヤネ屋など）は全て、みのの画のアップに編集されたり、高橋の顔にぼかしがかけられ音声もみのだけになっていた。